# La Paz (Abra)
La Paz (Bayan ng La Paz, Abra) är en kommun i Filippinerna. Kommunen ligger på ön Luzon, och tillhör provinsen Abra. Folkmängden uppgår till 14 658 invånare.
La Paz är indelat i 12 barangayer.